# 애널플러그
애널 플러그 (アナルプラグ)（Anal plug）는 직장에 삽입하여 성적 쾌감을 얻기 위해 설계된 성기구이다. 여러 점에서 장형을 닮았지만 기구가 직장 내에서 손실되는 것을 방지하기 위해 더 짧고 가장자리에는 플랜지가 달려 있는 경향이 있다.

## 역사
직장 확장기는 원래 의료기기로 설계되어 영 박사의 이상적인 직장 확장기 등의 이름으로 판매되었다. 19세기 후반에는 비슷한 기구들이 성인 성구로 판매되기 시작했다.

## 같이 보기
- 애널 비즈